# Adela von Vohburg
Adela von Vohburg (* vor 1127; † nach 1187 in Kloster Weißenau) aus dem Hause der Diepoldinger-Rapotonen war Erbin des Egerlandes und als erste Gemahlin des späteren Kaisers Friedrich I. Barbarossa, deutsche Königin sowie Herzogin von Schwaben.

## Leben
Adela von Vohburg war eine Tochter des Markgrafen Diepold III. von Vohburg und dessen im Jahre 1127 verstorbenen erster Gemahlin Adelajda von Polen.
Das von ihrem Vater erworbene Egerland wurde nach dessen Tod 1146 durch die Krone wieder eingezogen. König Konrad III. verheiratete um 1147 in Eger die Erbin Adela mit seinem Neffen, Herzog Friedrich III. von Schwaben, dem späteren Kaiser Friedrich I. Barbarossa. Dieser konnte mit der Mitgift Adelas seine Machtbasis als Herzog von Schwaben bis in den ostfränkischen Raum hinein entscheidend ausweiten.
Die Ehe verlief unglücklich. Friedrich trat mit Adela so gut wie nie öffentlich auf, sie war auch bei seiner Krönung zum deutschen König 1152 nicht anwesend. Im März 1153 wurde die Ehe nach sieben Jahren ohne Schwierigkeiten durch Bischof Hermann von Konstanz geschieden. Offizieller Grund der Scheidung war der Grad der Verwandtschaft zwischen Friedrich und Adela (Adelas Ururgroßmutter war eine Schwester von Friedrichs Urgroßvater). Vermutlich ist aber eine angenommene Unfruchtbarkeit Adelas der wahre Grund oder auch ein Ehebruch der Königin. Sie heiratete nämlich erneut bereits zur Jahreswende 1153/1154 und dazu noch weit unter ihrem Stand den welfischen Ministerialen Dietho von Ravensburg (* um 1130, † nach 1187). Da gemeinhin die geschiedene Gemahlin eines Königs einem Kloster beitrat, Adela jedoch so kurz nach der Scheidung sich ohne Einspruch des Herrschers weit unter ihrem Stand wieder verheiratete, spricht vieles für einen Ehebruch Adelas. Sowohl Friedrich als auch Adela hatten in ihrer jeweils zweiten Ehe Kinder, womit die angenommene Unfruchtbarkeit Adelas widerlegt wurde.